# Just RUGBY
ジャストラグビー（Just RUGBY）は、株式会社青南商事が運営するラグビーユニオン情報ウェブサイトである。略称「ジャスラグ」。フルタイトルは「Just RUGBY〜ラグビーど真ん中」。

## 概要
2024年6月18日、開設。なお編集長には元ラグビーマガジン編集長田村一博が就任。

## 主なライター
- 田村一博
- 藤島大
- 谷口誠
- 杉谷健一郎
- 福本美由紀